# Батерст, Генри, 3-й граф Батерст
Генри Батерст, 3-й граф Батерст (англ. Henry Bathurst, 3rd Earl Bathurst; 22 мая 1762 — 27 июля 1834) — британский правительственный чиновник из партии тори, сын 2-го графа Батерста, министр иностранных дел с октября по декабрь 1809 года.

## Биография
Батерст избрался в парламент в 1783 году и после смерти отца в 1794 году унаследовал его титул и поместья. В 1789 году сочетался браком с внучкой 2-го герцога Ричмонда. Благодаря дружбе с Уильямом Питтом он занимал посты лорда Адмиралтейства (в 1783—1789 годы) и лорда казначейства (1789—1791 годы). В 1793—1802 годах участвовал в управлении Британской Индией. В 1804—1812 годах курировал национальную торговлю и монетный двор.
В правительстве графа Ливерпула (1812—1827 годах) Батерст исполнял должность министра по военным и колониальным делам, много сделал для отмены работорговли.
Его имя было дано нескольким городам и островам в Австралии и Канаде. В 1817 году был пожалован орденом Подвязки. В конце жизни в должности лорда-президента Совета противодействовал проведению избирательной реформы.

## Семья
Лорд Батерст женился на леди Джорджиане, дочери лорда Джорджа Генри Леннокса, в апреле 1789 года. Он умер в июле 1834 года в возрасте 72 лет. Наследником графства стал его старший сын Генри. Леди Батерст умерла в январе 1841 года в возрасте 75 лет.

## Источник
- Батурст, английский род // Энциклопедический словарь Брокгауза и Ефрона : в 86 т. (82 т. и 4 доп.). — СПб., 1890—1907.
- Биография в Британской энциклопедии